# 依普黄酮
依普黄酮（或称为7-异丙氧基异黄酮），分子式C18H16O3，是一种人工合成的异黄酮化合物，能抑制骨吸收。